# Dancing with the Stars (Stany Zjednoczone)
Dancing with the Stars – amerykański program rozrywkowy emitowany od 1 czerwca 2005 na antenie ABC, oparty na brytyjskim formacie Dancing with the Stars na licencji BBC Worldwide.

## Zasady programu
W programie biorą udział pary złożone z gwiazdy oraz zawodowego tancerza towarzyskiego, które w każdym odcinku prezentują przygotowany taniec, oceniany przez profesjonalną komisję jurorską w skali ocen od 1 do 10. Oprócz punktów przyznanych przez sędziów, o końcowej klasyfikacji decydują telewidzowie poprzez głosowanie telefonicznie oraz SMS-owe. Najlepiej oceniona w rankingu jurorów lub telewidzów para otrzymuje maksymalną liczbę punktów (np. przy udziale 10 par jest to 10 punktów), kolejna para otrzymuje jeden punkt mniej itd., a para znajdująca się na ostatnim miejscu rankingu otrzymuje 1 punkt. O ostatecznym wyniku odcinka decyduje suma otrzymanych punktów z obu rankingów, a para z najmniejszą liczbą punktów odpada z programu.

## Ekipa

### Prowadzący
- Tom Bergeron (1–28 edycji)
- Erin Andrews (18–28 edycji)
- Brooke Burke-Charvet (10–17 edycji)
- Samantha Harris (2–9 edycji)
- Drew Lachey (5; pięć odcinków)
- Lisa Canning (1)
- Tyra Banks (29–31 edycji)
- Alfonso Ribeiro (od 31 edycji)
- Julianne Hough (od 32 edycji)

### Jurorzy
- Len Goodman (1-20, 22–30)
- Carrie Ann Inaba (od 1. edycji)
- Bruno Tonioli (od 1. edycji)
- Julianne Hough (19-21, 23-24)
- Derek Hough (od 29–)

## Zwycięzcy
| Edycja | Gwiazda            | Mistrz tańca         |
| ------ | ------------------ | -------------------- |
| 1      | Kelly Monaco       | Alec Mazo            |
| 2      | Drew Lachey        | Cheryl Burke         |
| 3      | Emitt Smith        | Cheryl Burke         |
| 4      | Apolo Anton Ohno   | Julianne Hough       |
| 5      | Hélio Castroneves  | Julianne Hough       |
| 6      | Kristi Yamaguchi   | Mark Ballas          |
| 7      | Brooke Burke       | Derek Hough          |
| 8      | Shawn Johnson      | Mark Ballas          |
| 9      | Donny Osmond       | Kym Johnson          |
| 10     | Nicole Scherzinger | Derek Hough          |
| 11     | Jennifer Grey      | Derek Hough          |
| 12     | Hines Ward         | Kym Johnson          |
| 13     | J.R. Martinez      | Karina Smirnoff      |
| 14     | Donald Driver      | Peta Murgatroyd      |
| 15     | Melissa Rycroft    | Tony Dovolani        |
| 16     | Kellie Pickler     | Derek Hough          |
| 17     | Amber Riley        | Derek Hough          |
| 18     | Meryl Davis        | Maksim Czmerkowski   |
| 19     | Alfonso Ribeiro    | Witney Carson        |
| 20     | Rumer Willis       | Wałentyn Czmerkowski |
| 21     | Bindi Irwin        | Derek Hough          |
| 22     | Nyle DiMarco       | Peta Murgatroyd      |
| 23     | Laurie Hernandez   | Wałentyn Czmerkowski |
| 24     | Rashad Jennings    | Emma Slater          |
| 25     | Jordan Fisher      | Lindsay Arnold       |
| 26     | Adam Rippon        | Jenna Johnson        |
| 27     | Bobby Bones        | Sharna Burgess       |
| 28     | Hannah Brown       | Alan Bersten         |
| 29     | Kaitlyn Bristowe   | Artem Chigvintsev    |
| 30     | Iman Shumpert      | Daniella Karagach    |
| 31     | Charli D’Amelio    | Mark Ballas          |

## Uczestnicy

### Pierwsza edycja
| Miejsce | Gwiazda           | Mistrz tańca          |
| ------- | ----------------- | --------------------- |
| 1.      | Kelly Monaco      | Alec Mazo             |
| 2.      | John O’Hurley     | Charlotte Jørgensen   |
| 3.      | Joey McIntyre     | Ashly DelGrosso-Costa |
| 4.      | Rachel Hunter     | Jonathan Roberts      |
| 5.      | Evander Holyfield | Edyta Śliwińska       |
| 6.      | Trista Sutter     | Louis van Amstel      |

### Druga edycja
| Miejsce | Gwiazda           | Mistrz tańca          |
| ------- | ----------------- | --------------------- |
| 1.      | Drew Lachey       | Cheryl Burke          |
| 2.      | Jerry Rice        | Anna Triebunska       |
| 3.      | Stacy Keibler     | Tony Dovolani         |
| 4.      | Lisa Rinna        | Louis van Amstel      |
| 5.      | George Hamilton   | Edyta Śliwińska       |
| 6.      | Tia Carrere       | Maksim Czmerkowski    |
| 7.      | Master P          | Ashly DelGrosso-Costa |
| 8.      | Giselle Fernandez | Jonathan Roberts      |
| 9.      | Tatum O’Neal      | Nick Kosovich         |
| 10.     | Kenny Mayne       | Andrea Hale           |

### Trzecia edycja
| Miejsce | Gwiazda         | Mistrz tańca          |
| ------- | --------------- | --------------------- |
| 1.      | Emmitt Smith    | Cheryl Burke          |
| 2.      | Mario Lopez     | Karina Smirnoff       |
| 3.      | Joey Lawrence   | Edyta Śliwińska       |
| 4.      | Monique Coleman | Louis van Amstel      |
| 5.      | Jerry Springer  | Kym Johnson           |
| 6.      | Sara Evans      | Tony Dovolani         |
| 7.      | Willa Ford      | Maksim Czmerkowski    |
| 8.      | Vivica A. Fox   | Nick Kosovich         |
| 9.      | Harry Hamlin    | Ashly DelGrosso-Costa |
| 10.     | Shanna Moakler  | Jesse DeSoto          |
| 11.     | Tucker Carlson  | Elena Grinenko        |

### Czwarta edycja
| Miejsce | Gwiazda           | Mistrz tańca       |
| ------- | ----------------- | ------------------ |
| 1.      | Apolo Anton Ohno  | Julianne Hough     |
| 2.      | Joey Fatone       | Kym Johnson        |
| 3.      | Laila Ali         | Maksim Czmerkowski |
| 4.      | Ian Ziering       | Cheryl Burke       |
| 5.      | Billy Ray Cyrus   | Karina Smirnoff    |
| 6.      | John Ratzenberger | Edyta Śliwińska    |
| 7.      | Heather Mills     | Jonathan Roberts   |
| 8.      | Clyde Drexler     | Elena Grinenko     |
| 9.      | Leeza Gibbons     | Tony Dovolani      |
| 10.     | Shandi Finnessey  | Brian Fortuna      |
| 11.     | Paulina Porizkova | Alec Mazo          |

### Piąta edycja
| Miejsce | Gwiazda              | Mistrz tańca       |
| ------- | -------------------- | ------------------ |
| 1.      | Hélio Castroneves    | Julianne Hough     |
| 2.      | Melanie Brown        | Maksim Czmerkowski |
| 3.      | Marie Osmond         | Jonathan Roberts   |
| 4.      | Jennie Garth         | Derek Hough        |
| 5.      | Cameron Mathison     | Edyta Śliwińska    |
| 6.      | Jane Seymour         | Tony Dovolani      |
| 7.      | Sabrina Bryan        | Mark Ballas        |
| 8.      | Mark Cuban           | Kym Johnson        |
| 9.      | Floyd Mayweather Jr. | Karina Smirnoff    |
| 10.     | Wayne Newton         | Cheryl Burke       |
| 11.     | Albert Reed          | Anna Triebunska    |
| 12.     | Josie Maran          | Alec Mazo          |

### Szósta edycja
| Miejsce | Gwiazda               | Mistrz tańca     |
| ------- | --------------------- | ---------------- |
| 1.      | Kristi Yamaguchi      | Mark Ballas      |
| 2.      | Jason Taylor          | Edyta Śliwińska  |
| 3.      | Cristián de la Fuente | Cheryl Burke     |
| 4.      | Marissa Jaret Winokur | Tony Dovolani    |
| 5.      | Mario                 | Karina Smirnoff  |
| 6.      | Shannon Elizabeth     | Derek Hough      |
| 7.      | Marlee Matlin         | Fabian Sanche    |
| 8.      | Priscilla Presley     | Louis van Amstel |
| 9.      | Adam Carolla          | Julianne Hough   |
| 10.     | Steve Guttenberg      | Anna Triebunska  |
| 11.     | Monica Seles          | Jonathan Roberts |
| 12.     | Penn Jillette         | Kym Johnson      |

### Siódma edycja
| Miejsce | Gwiazda           | Mistrz tańca       |
| ------- | ----------------- | ------------------ |
| 1.      | Brooke Burke      | Derek Hough        |
| 2.      | Warren Sapp       | Kym Johnson        |
| 3.      | Lance Bass        | Lacey Schwimmer    |
| 4.      | Cody Linley       | Julianne Hough     |
| 5.      | Maurice Greene    | Cheryl Burke       |
| 6.      | Susan Lucci       | Tony Dovolani      |
| 7.      | Cloris Leachman   | Corky Ballas       |
| 8.      | Toni Braxton      | Alec Mazo          |
| 9.      | Rocco DiSpirito   | Karina Smirnoff    |
| 10.     | Misty May-Treanor | Maksim Czmerkowski |
| 11.     | Kim Kardashian    | Mark Ballas        |
| 12.     | Ted McGinley      | Inna Brayer        |
| 13.     | Jeffery Ross      | Edyta Śliwińska    |

### Ósma edycja
| Miejsce | Gwiazda          | Mistrz tańca       |
| ------- | ---------------- | ------------------ |
| 1.      | Shawn Johnson    | Mark Ballas        |
| 2.      | Gilles Marini    | Cheryl Burke       |
| 3.      | Melissa Rycroft  | Tony Dovolani      |
| 4.      | Ty Murray        | Chelsie Hightower  |
| 5.      | Lil’ Kim         | Derek Hough        |
| 6.      | Chuck Wicks      | Julianne Hough     |
| 7.      | Lawrence Taylor  | Edyta Śliwińska    |
| 8.      | Steve-O          | Lacey Schwimmer    |
| 9.      | David Alan Grier | Kym Johnson        |
| 10.     | Steve Wozniak    | Karina Smirnoff    |
| 11.     | Holly Madison    | Dmitry Chaplin     |
| 12.     | Denise Richards  | Maksim Czmerkowski |
| 13.     | Belinda Carlisle | Jonathan Roberts   |

### Dziewiąta edycja
| Miejsce | Gwiazda           | Mistrz tańca       |
| ------- | ----------------- | ------------------ |
| 1.      | Donny Osmond      | Kym Johnson        |
| 2.      | Mýa               | Dmitry Chaplin     |
| 3.      | Kelly Osbourne    | Louis van Amstel   |
| 4.      | Joanna Krupa      | Derek Hough        |
| 5.      | Aaron Carter      | Karina Smirnoff    |
| 6.      | Mark Dacascos     | Lacey Schwimmer    |
| 7.      | Michael Irvin     | Anna Demidova      |
| 8.      | Louie Vito        | Chelsie Hightower  |
| 9.      | Melissa Joan Hart | Mark Ballas        |
| 10.     | Natalie Coughlin  | Alec Mazo          |
| 11.     | Chuck Liddell     | Anna Triebunska    |
| 12.     | Debi Mazar        | Maksim Czmerkowski |
| 13.     | Tom DeLay         | Cheryl Burke       |
| 14.     | Kathy Ireland     | Tony Dovolani      |
| 15.     | Macy Gray         | Jonathan Roberts   |
| 16.     | Ashley Hamilton   | Edyta Śliwińska    |

### Dziesiąta edycja
| Miejsce | Gwiazda            | Mistrz tańca          |
| ------- | ------------------ | --------------------- |
| 1.      | Nicole Scherzinger | Derek Hough           |
| 2.      | Evan Lysacek       | Anna Triebunska       |
| 3.      | Erin Andrews       | Maksim Czmerkowski    |
| 4.      | Chad Ochocinco     | Cheryl Burke          |
| 5.      | Niecy Nash         | Louis van Amstel      |
| 6.      | Pamela Anderson    | Damian Whitewood      |
| 7.      | Jake Pavelka       | Chelsie Hightower     |
| 8.      | Kate Gosselin      | Tony Dovolani         |
| 9.      | Aiden Turner       | Edyta Śliwińska       |
| 10.     | Buzz Aldrin        | Ashly DelGrosso-Costa |
| 11.     | Shannen Doherty    | Mark Ballas           |

### Jedenasta edycja
| Miejsce | Gwiazda                         | Mistrz tańca       |
| ------- | ------------------------------- | ------------------ |
| 1.      | Jennifer Grey                   | Derek Hough        |
| 2.      | Kyle Massey                     | Lacey Schwimmer    |
| 3.      | Bristol Palin                   | Mark Ballas        |
| 4.      | Brandy Norwood                  | Maksim Czmerkowski |
| 5.      | Kurt Warner                     | Anna Triebunska    |
| 6.      | Rick Fox                        | Cheryl Burke       |
| 7.      | Audrina Patridge                | Tony Dovolani      |
| 8.      | Florence Henderson              | Corky Ballas       |
| 9.      | Mike „The Situation” Sorrentino | Karina Smirnoff    |
| 10.     | Margaret Cho                    | Louis van Amstel   |
| 11.     | Michael Bolton                  | Chelsie Hightower  |
| 12.     | David Hasselhoff                | Kym Johnson        |

### Dwunasta edycja
| Miejsce | Gwiazda           | Mistrz tańca       |
| ------- | ----------------- | ------------------ |
| 1.      | Hines Ward        | Kym Johnson        |
| 2.      | Kirstie Alley     | Maksim Czmerkowski |
| 3.      | Chelsea Kane      | Mark Ballas        |
| 4.      | Ralph Macchio     | Karina Smirnoff    |
| 5.      | Romeo             | Chelsie Hightower  |
| 6.      | Kendra Wilkinson  | Louis van Amstel   |
| 7.      | Chris Jericho     | Cheryl Burke       |
| 8.      | Petra Němcová     | Dmitry Chaplin     |
| 9.      | Sugar Ray Leonard | Anna Triebunska    |
| 10.     | Wendy Williams    | Tony Dovolani      |
| 11.     | Mike Catherwood   | Lacey Schwimmer    |

### Trzynasta edycja
| Miejsce | Gwiazda            | Mistrz tańca         |
| ------- | ------------------ | -------------------- |
| 1.      | J.R. Martinez      | Karina Smirnoff      |
| 2.      | Rob Kardashian     | Cheryl Burke         |
| 3.      | Ricki Lake         | Derek Hough          |
| 4.      | Hope Solo          | Maksim Czmerkowski   |
| 5.      | Nancy Grace        | Tristan MacManus     |
| 6.      | David Arquette     | Kym Johnson          |
| 7.      | Chaz Bono          | Lacey Schwimmer      |
| 8.      | Carson Kressley    | Anna Triebunska      |
| 9.      | Chynna Phillips    | Tony Dovolani        |
| 10.     | Kristin Cavallari  | Mark Ballas          |
| 11.     | Elisabetta Canalis | Wałentyn Czmerkowski |
| 12.     | Ron Artest         | Peta Murgatroyd      |

### Czternasta edycja
| Miejsce | Gwiazda             | Mistrz tańca         |
| ------- | ------------------- | -------------------- |
| 1.      | Donald Driver       | Peta Murgatroyd      |
| 2.      | Katherine Jenkins   | Mark Ballas          |
| 3.      | William Levy        | Cheryl Burke         |
| 4.      | Maria Menunos       | Derek Hough          |
| 5.      | Melissa Gilbert     | Maksim Czmerkowski   |
| 6.      | Roshon Fegan        | Chelsie Hightower    |
| 7.      | Jaleel White        | Kym Johnson          |
| 8.      | Gladys Knight       | Tristan MacManus     |
| 9.      | Gavin DeGraw        | Karina Smirnoff      |
| 10.     | Sherri Shepherd     | Wałentyn Czmerkowski |
| 11.     | Jack Wagner         | Anna Triebunska      |
| 12.     | Martina Navrátilová | Tony Dovolani        |

### Piętnasta edycja (All-Stars)
| Miejsce | Gwiazda           | Mistrz tańca         |
| ------- | ----------------- | -------------------- |
| 1.      | Melissa Rycroft   | Tony Dovolani        |
| 2.      | Shawn Johnson     | Derek Hough          |
| 3.      | Kelly Monaco      | Wałentyn Czmerkowski |
| 4.      | Emmitt Smith      | Cheryl Burke         |
| 5.      | Apolo Anton Ohno  | Karina Smirnoff      |
| 6.      | Gilles Marini     | Peta Murgatroyd      |
| 7.      | Kirstie Alley     | Maksim Czmerkowski   |
| 8.      | Sabrina Bryan     | Louis van Amstel     |
| 9.      | Bristol Palin     | Mark Ballas          |
| 10.     | Hélio Castroneves | Chelsie Hightower    |
| 11.     | Drew Lachey       | Anna Triebunska      |
| 12.     | Joey Fatone       | Kym Johnson          |
| 13.     | Pamela Anderson   | Tristan MacManus     |

### Szesnasta edycja
| Miejsce | Gwiazda           | Mistrz tańca         |
| ------- | ----------------- | -------------------- |
| 1.      | Kellie Pickler    | Derek Hough          |
| 2.      | Zendaya Coleman   | Wałentyn Czmerkowski |
| 3.      | Jacoby Jones      | Karina Smirnoff      |
| 4.      | Alexandra Raisman | Mark Ballas          |
| 5.      | Ingo Rademacher   | Kym Johnson          |
| 6.      | Sean Lowe         | Peta Murgatroyd      |
| 7.      | Andy Dick         | Sharna Burgess       |
| 8.      | Victor Ortiz      | Lindsay Arnold       |
| 9.      | D. L. Hughley     | Cheryl Burke         |
| 10.     | Lisa Vanderpump   | Gleb Sawczenko       |
| 11.     | Wynonna Judd      | Tony Dovolani        |
| 12.     | Dorothy Hamill    | Tristan MacManus     |

### Siedemnasta edycja
| Miejsce | Gwiazda                 | Mistrz tańca         |
| ------- | ----------------------- | -------------------- |
| 1.      | Amber Riley             | Derek Hough          |
| 2.      | Corbin Bleu             | Karina Smirnoff      |
| 3.      | Jack Osbourne           | Cheryl Burke         |
| 4.      | Bill Engvall            | Emma Slater          |
| 5.      | Leah Remini             | Tony Dovolani        |
| 6.      | Elizabeth Berkley       | Wałentyn Czmerkowski |
| 7.      | Brant Daugherty         | Peta Murgatroyd      |
| 8.      | Nicole „Snooki” Polizzi | Sasha Farber         |
| 9.      | Christina Milian        | Mark Ballas          |
| 10.     | Valerie Harper          | Tristan MacManus     |
| 11.     | Bill Ney                | Tyne Steckline       |
| 12.     | Keyshawn Johnson        | Sharna Burgess       |

### Osiemnasta edycja
| Miejsce | Gwiazda            | Mistrz tańca         |
| ------- | ------------------ | -------------------- |
| 1.      | Meryl Davis        | Maksim Czmerkowski   |
| 2.      | Amy Purdy          | Derek Hough          |
| 3.      | Candace Cameron    | Mark Ballas          |
| 4.      | James Maslow       | Peta Murgatroyd      |
| 5.      | Charlie White      | Sharna Burgess       |
| 6.      | Danica McKellar    | Wałentyn Czmerkowski |
| 7.      | NeNe Leakes        | Tony Dovolani        |
| 8.      | Drew Carey         | Cheryl Burke         |
| 9.      | Cody Simpson       | Witney Carson        |
| 10.     | Billy Dee Williams | Emma Slater          |
| 11.     | Sean Avery         | Karina Smirnoff      |
| 12.     | Diana Nyad         | Henry Byalikov       |

### Dziewiętnasta edycja
| Miejsce | Gwiazda            | Mistrz tańca         |
| ------- | ------------------ | -------------------- |
| 1.      | Alfonso Ribeiro    | Witney Carson        |
| 2.      | Sadie Robertson    | Mark Ballas          |
| 3.      | Janel Parrish      | Wałentyn Czmerkowski |
| 4.      | Bethany Mota       | Derek Hough          |
| 5.      | Tommy Chong        | Peta Murgatroyd      |
| 6.      | Lea Thompson       | Artiem Czigwinczew   |
| 7.      | Michael Waltrip    | Emma Slater          |
| 8.      | Antonio Sabato Jr. | Cheryl Burke         |
| 9.      | Jonathan Bennett   | Allison Holker       |
| 10.     | Betsey Johnson     | Tony Dovolani        |
| 11.     | Randy Couture      | Karina Smirnoff      |
| 12.     | Tavis Smiley       | Sharna Burgess       |
| 13.     | LoLo Jones         | Keoikantse Motsepe   |

### Dwudziesta edycja
| Miejsce | Gwiazda            | Mistrz tańca         |
| ------- | ------------------ | -------------------- |
| 1.      | Rumer Willis       | Wałentyn Czmerkowski |
| 2.      | Riker Lynch        | Allison Holker       |
| 3.      | Noah Galloway      | Sharna Burgess       |
| 4.      | Nastia Liukin      | Derek Hough          |
| 5.      | Chris Soules       | Witney Carson        |
| 6.      | Robert Herjavec    | Kym Johnson          |
| 7.      | Willow Shields     | Mark Ballas          |
| 8.      | Patti LaBelle      | Artiem Czigwinczew   |
| 9.      | Suzanne Somers     | Tony Dovolani        |
| 10.     | Michael Sam        | Peta Murgatroyd      |
| 11.     | Charlotte McKinney | Keoikantse Motsepe   |
| 12.     | Redfoo             | Emma Slater          |

### Dwudziesta pierwsza edycja
| Miejsce | Gwiazda         | Mistrz tańca         |
| ------- | --------------- | -------------------- |
| 1.      | Bindi Irwin     | Derek Hough          |
| 2.      | Nick Carter     | Sharna Burgess       |
| 3.      | Alek Skarlatos  | Lindsay Arnold       |
| 4.      | Carlos PenaVega | Witney Carson        |
| 5.      | Tamar Braxton   | Wałentyn Czmerkowski |
| 6.      | Alexa PenaVega  | Mark Ballas          |
| 7.      | Andy Grammer    | Allison Holker       |
| 8.      | Hayes Grier     | Emma Slater          |
| 9.      | Paula Deen      | Louis Van Amstel     |
| 10.     | Gary Busey      | Anna Trebunska       |
| 11.     | Kim Zolciak     | Tony Dovolani        |
| 12.     | Victor Espinoza | Karina Smirnoff      |
| 13.     | Chaka Khan      | Keoikantse Motpese   |

### Dwudziesta druga edycja
| Miejsce | Gwiazda        | Mistrz tańca         |
| ------- | -------------- | -------------------- |
| 1.      | Nyle DiMarco   | Peta Murgatroyd      |
| 2.      | Paige VanZant  | Mark Ballas          |
| 3.      | Ginger Zee     | Wałentyn Czmerkowski |
| 4.      | Antonio Brown  | Sharna Burgess       |
| 4.      | Wanyá Morris   | Lindsay Arnold       |
| 6.      | Jodie Sweetin  | Keoikantse Motpese   |
| 7.      | Kim Fields     | Sasha Farber         |
| 7.      | Von Miller     | Witney Carson        |
| 9.      | Doug Flutie    | Karina Smirnoff      |
| 10.     | Marla Maples   | Tony Dovolani        |
| 11.     | Mischa Barton  | Artiem Czigwinczew   |
| 12.     | Geraldo Rivera | Edyta Śliwińska      |

### Dwudziesta trzecia edycja
| Miejsce | Gwiazda            | Mistrz tańca         |
| ------- | ------------------ | -------------------- |
| 1.      | Laurie Hernandez   | Wałentyn Czmerkowski |
| 2.      | James Hinchcliffe  | Sharna Burgess       |
| 3.      | Calvin Johnson Jr. | Lindsay Arnold       |
| 4.      | Jana Kramer        | Gleb Sawczenko       |
| 5.      | Terra Jolé         | Sasha Farber         |
| 6.      | Marilu Henner      | Derek Hough          |
| 7.      | Ryan Lochte        | Cheryl Burke         |
| 8.      | Maureen McCormick  | Artiem Czigwinczew   |
| 9.      | Amber Rose         | Maksim Czmerkowski   |
| 10.     | Vanilla Ice        | Witney Carson        |
| 11.     | Babyface           | Allison Holker       |
| 12.     | Rick Perry         | Emma Slater          |
| 13.     | Jake T. Austin     | Jenna Johnson        |

### Dwudziesta czwarta edycja
| Miejsce | Gwiazda         | Mistrz tańca         |
| ------- | --------------- | -------------------- |
| 1.      | Rashad Jennings | Emma Slater          |
| 2.      | David Ross      | Lindsay Arnold       |
| 3.      | Normani Kordei  | Wałentyn Czmerkowski |
| 4.      | Simone Biles    | Sasha Farber         |
| 5.      | Bonner Bolton   | Sharna Burgess       |
| 6.      | Nancy Kerrigan  | Artiem Czigwinczew   |
| 6.      | Nick Viall      | Peta Murgatroyd      |
| 8.      | Heather Morris  | Maksim Czmerkowski   |
| 9.      | Erika Jayne     | Gleb Sawczenko       |
| 10.     | Mr. T           | Kym Herjavec         |
| 11.     | Charo           | Keoikantse Motpese   |
| 12.     | Chris Kattan    | Witney Carson        |

### Dwudziesta piąta edycja
| Miejsce | Gwiazda          | Mistrz tańca         |
| ------- | ---------------- | -------------------- |
| 1.      | Jordan Fisher    | Lindsay Arnold       |
| 2.      | Lindsey Stirling | Mark Ballas          |
| 3.      | Frankie Muniz    | Witney Carson        |
| 4.      | Drew Scott       | Emma Slater          |
| 5.      | Victoria Arlen   | Wałentyn Czmerkowski |
| 6.      | Terrell Owens    | Cheryl Burke         |
| 7.      | Nikki Bella      | Artiem Czigwinczew   |
| 7.      | Vanessa Lachey   | Maksim Czmerkowski   |
| 9.      | Nick Lachey      | Peta Murgatroyd      |
| 10.     | Sasha Pieterse   | Gleb Sawczenko       |
| 11.     | Derek Fisher     | Sharna Burgess       |
| 12.     | Debbie Gibson    | Alan Bersten         |
| 13.     | Barbara Corcoran | Keoikantse Motpese   |

### Dwudziesta szósta edycja (Sportowcy)
| Miejsce | Gwiazda             | Mistrz tańca       |
| ------- | ------------------- | ------------------ |
| 1.      | Adam Rippon         | Jenna Johnson      |
| 2.      | Josh Norman         | Sharna Burgess     |
| 3.      | Tonya Harding       | Sasha Farber       |
| 4.      | Chris Mazdzer       | Witney Carson      |
| 4.      | Jennie Finch        | Keoikantse Motpese |
| 4.      | Mirai Nagasu        | Alan Bersten       |
| 7.      | Arike Ogunbowale    | Gleb Sawczenko     |
| 7.      | Kareem Abdul-Jabbar | Lindsay Arnold     |
| 9.      | Jamie Anderson      | Artiem Czigwinczew |
| 9.      | Johnny Damon        | Emma Slater        |

### Dwudziesta siódma edycja
| Miejsce | Gwiazda            | Mistrz tańca         |
| ------- | ------------------ | -------------------- |
| 1.      | Bobby Bones        | Sharna Burgess       |
| 2.      | Milo Manheim       | Witney Carson        |
| 3.      | Evanna Lynch       | Keoikantse Motpese   |
| 4.      | Alexis Ren         | Alan Bersten         |
| 5.      | Joe Amabile        | Jenna Johnson        |
| 5.      | Juan Pablo Di Pace | Cheryl Burke         |
| 7.      | DeMarcus Ware      | Lindsay Arnold       |
| 7.      | John Schneider     | Emma Slater          |
| 9.      | Mary Lou Retton    | Sasha Farber         |
| 10.     | Tinashe            | Brandon Armstrong    |
| 11.     | Nancy McKeon       | Wałentyn Czmerkowski |
| 12.     | Danelle Umstead    | Artiem Czigwinczew   |
| 13.     | Nikki Glaser       | Gleb Sawczenko       |

### Dwudziesta ósma edycja
| Miejsce | Gwiazda              | Mistrz tańca         |
| ------- | -------------------- | -------------------- |
| 1.      | Hannah Brown         | Alan Bersten         |
| 2.      | Kel Mitchell         | Witney Carson        |
| 3.      | Ally Brooke          | Sasha Farber         |
| 4.      | Lauren Alaina        | Gleb Sawczenko       |
| 5.      | James Van Der Beek   | Emma Slater          |
| 6.      | Sean Spicer          | Lindsay Arnold       |
| 7.      | Kate Flannery        | Pasha Pashkov        |
| 8.      | Karamo Brown         | Jenna Johnson        |
| 9.      | Sailor Brinkley-Cook | Wałentyn Czmerkowski |
| 10.     | Lamar Odom           | Peta Murgatroyd      |
| 11.     | Ray Lewis            | Cheryl Burke         |
| 12.     | Mary Wilson          | Brandon Armstrong    |

### Dwudziesta dziewiąta edycja
| Miejsce | Gwiazda          | Mistrz tańca          |
| ------- | ---------------- | --------------------- |
| 1.      | Kaitlyn Bristowe | Artem Chigvintsev     |
| 2.      | Nev Schulman     | Jenna Johnson         |
| 3.      | Nelly            | Daniella Karagach     |
| 4.      | Justina Machado  | Sasha Farber          |
| 5.      | Skai Jackson     | Alan Bersten          |
| 6.      | Johnny Weir      | Britt Stewart         |
| 7.      | AJ McLean        | Cheryl Burke          |
| 8.      | Chrishell Stause | Gleb Savchenko        |
| 9.      | Jeannie Mai      | Brandon Armstrong     |
| 10.     | Monica Aldama    | Valentin Chmerkovskiy |
| 11.     | Vernon Davis     | Peta Murgatroyd       |
| 12.     | Jesse Metcalfe   | Sharna Burgess        |
| 13.     | Anne Heche       | Keo Motsepe           |
| 14      | Carole Baskin    | Pasha Pashkov         |
| 15.     | Charles Oakley   | Emma Slater           |

### Trzydziesta edycja
| Miejsce | Gwiazda                | Mistrz tańca          |
| ------- | ---------------------- | --------------------- |
| 1.      | Iman Shumpert          | Daniella Karagach     |
| 2.      | JoJo Siwa              | Jenna Johnson         |
| 3.      | Cody Rigsby            | Cheryl Burke          |
| 4.      | Amanda Kloots          | Alan Bersten          |
| 5.      | Suni Lee               | Sasha Farber          |
| 6.      | Melora Hardin          | Artem Chigvintsev     |
| 7.      | Emma Slater            | Emma Slater           |
| 8.      | Olivia Jade            | Valentin Chmerkovskiy |
| 9.      | Mike "The Miz" Mizanin | Witney Carson         |
| 10.     | Kenya Moore            | Brandon Armstrong     |
| 11.     | Melanie C              | Gleb Savchenko        |
| 12.     | Matt James             | Lindsay Arnold        |
| 13.     | Brian Austin Green     | Sharna Burgess        |
| 14      | Christine Chiu         | Pasha Pashkov         |
| 15.     | Martin Kove            | Britt Stewart         |

### Trzydziesta pierwsza edycja
| Miejsce | Gwiazda             | Mistrz tańca      |
| ------- | ------------------- | ----------------- |
| 1.      | Charli D’Amelio     | Mark Ballas       |
| 2.      | Gabby Windey        | Val Chmerkovskiy  |
| 3.      | Wayne Brady         | Witney Carson     |
| 4.      | Shangela            | Gleb Savchenko    |
| 5.      | Daniel Durant       | Pasha Pashkov     |
| 6.      | Trevor Donovan      | Emma Slater       |
| 7.      | Vinny Guadagnino    | Koko Iwasaki      |
| 8.      | Heidi D’Amelio      | Artem Chigvintsev |
| 9.      | Jordin Sparks       | Brandon Armstrong |
| 10.     | Jessie James Decker | Alan Bersten      |
| 11.     | Joseph Baena        | Daniella Karagach |
| 12.     | Selma Blair         | Sasha Farber      |
| 13      | Sam Champion        | Cheryl Burke      |
| 14.     | Cheryl Ladd         | Louis van Amstel  |
| 15.     | Teresa Giudice      | Britt Stewart     |
| 16.     | Jason Lewis         | Peta Murgatroyd   |